# ミハイル・エフィモフ

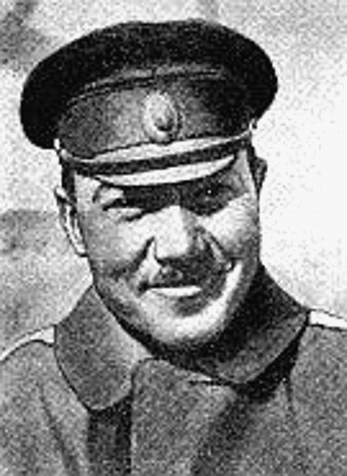
第一次世界大戦時のエフィモフ

ミハイル・ニキフォロヴィチ・エフィモフ（Михаи́л Ники́форович Ефи́мов、英語:Michael Nikiforovich Efimov 、1881年11月13日 - 1919年8月11日）は、ロシア帝国の軍人で航空の先駆者。最終階級は少尉。

## 生涯
機械技術者の息子に生まれ、オデッサで育った。鉄道学校で学び電信会社で働いた。
自転車競技やオートバイレースで活躍し、1909年に貴族の財政的な援助を受けてフランスに赴き、航空機の操縦を学び、1909年12月25日に初飛行し、フランス飛行クラブの免許（#31）を得た後、同乗者を乗せた飛行の飛行時間の記録をたてた。ファルマン機でレースに参加し、1910年3月、オデッサのレース場で飛行した。ロシア人によるロシアでの最初の飛行機の飛行である（公式のロシア最初の飛行として、1909年7月のVan den Schkrouffがあげられている）。
1910年4月、ニースの飛行競技会で獲得した賞金で、ファルマンに借金を返し自らの飛行機を購入し、翌年ヨーロッパ各地の競技会で好成績を収めた。セヴァストポリに作られた軍の飛行学校の教官に任じられ、ロシアで初めてとなるいくつかの曲技飛行を行った。
第一次世界大戦が始まると前線勤務を志願し、爆撃や偵察飛行に従事した。その後、航空の後進国であったロシアでの航空機の開発やパイロットの育成に力をそそいだが、1916年ルーマニア戦線に転じ、ニューポール 11で戦闘に参加し、何機かの撃墜を記録した。1917年にセヴァストポリの水上機部隊に転じ、2月革命が成功すると赤軍に加わった。1919年8月、白軍の捕虜となり殺害された。
1988年5月31日、小惑星番号2754の小惑星が「急角度での旋回や急降下を初めて行ったパイロットの1人であることを称えて」Efimovと命名された。